# Bua (Fluss)
Der Bua ist ein Fluss in Malawi.

## Verlauf
Der Fluss entspringt etwa 80 Kilometer westlich der Hauptstadt Lilongwe an der Grenze zu Sambia im Mchinji Forest Reserve. Er fließt erst etwa 40 Kilometer nach Südosten, dann über 100 Kilometer nach Nord - Nordost und weitere 120 Kilometer nach Nordosten fast parallel südlich des Dwangwa. Dabei durchquert er das Nkhotakota-Reservat, um bei Bua Point (Bua Estate mit Lodge) 17 Kilometer nördlich von Nkhotakota in den Malawisee zu münden.

## Wirtschaft
Die Flüsse Bua, Dwangwa, Lilongwe, Lufira, Nördlicher Rukuru, Songwe, Südlicher Rukuru haben zusammen laut FAO ein Fischfangpotential von 15.000 Tonnen jährlich. Tatsächlich gefangen werden zwischen 4.000 und 17.000 Tonnen.

## Tourismus
Der Bua hat einige eindrucksvolle Wasserfälle und ist unter Anglern wegen des Fisches Mpasa, einer Lachsart, beliebt.